# Cowin C3
La Cowin C3 è un'autovettura di tipo berlina compatta prodotta dalla casa automobilistica cinese Cowin dal 2014. La versione con carrozzeria hatchback cinque porte viene denominata Cowin C3R.
Dal fine 2018 viene venduta in versione elettrica ribattezzata Chery eQ2.

## Storia
La C3 è il primo modello lanciato dalla casa cinese Cowin; in passato tale denominazione identificava i modelli a marchio Chery più datati.

### Sviluppo
Frutto del progetto S3X venne sviluppata in un periodo di 24 mesi che comprendeva due varianti: la S31 hatchback cinque porte e la S32 berlina quattro porte. Lo stile è opera di Giuliano Biasio per conto dell’italiana Torino Design (già autrice di molti altri modelli Chery). Il telaio di base invece è una evoluzione della piattaforma A1X.
Inizialmente era stata concepita per essere venduta dalla Chery con il proprio marchio e ne vennero registrate anche le denominazioni (E1 la cinque porte ed E2 la quattro porte). Nel 2013 infatti i prototipi di pre produzione giravano camuffati per i collaudi con le targhette identificative definitive applicate sul portellone.
Quando nel 2014 venne fondata la Cowin come sussidiaria di auto low cost del gruppo Chery i progetti S31 ed S32 vennero trasferiti alla nuova società.

### Presentazione

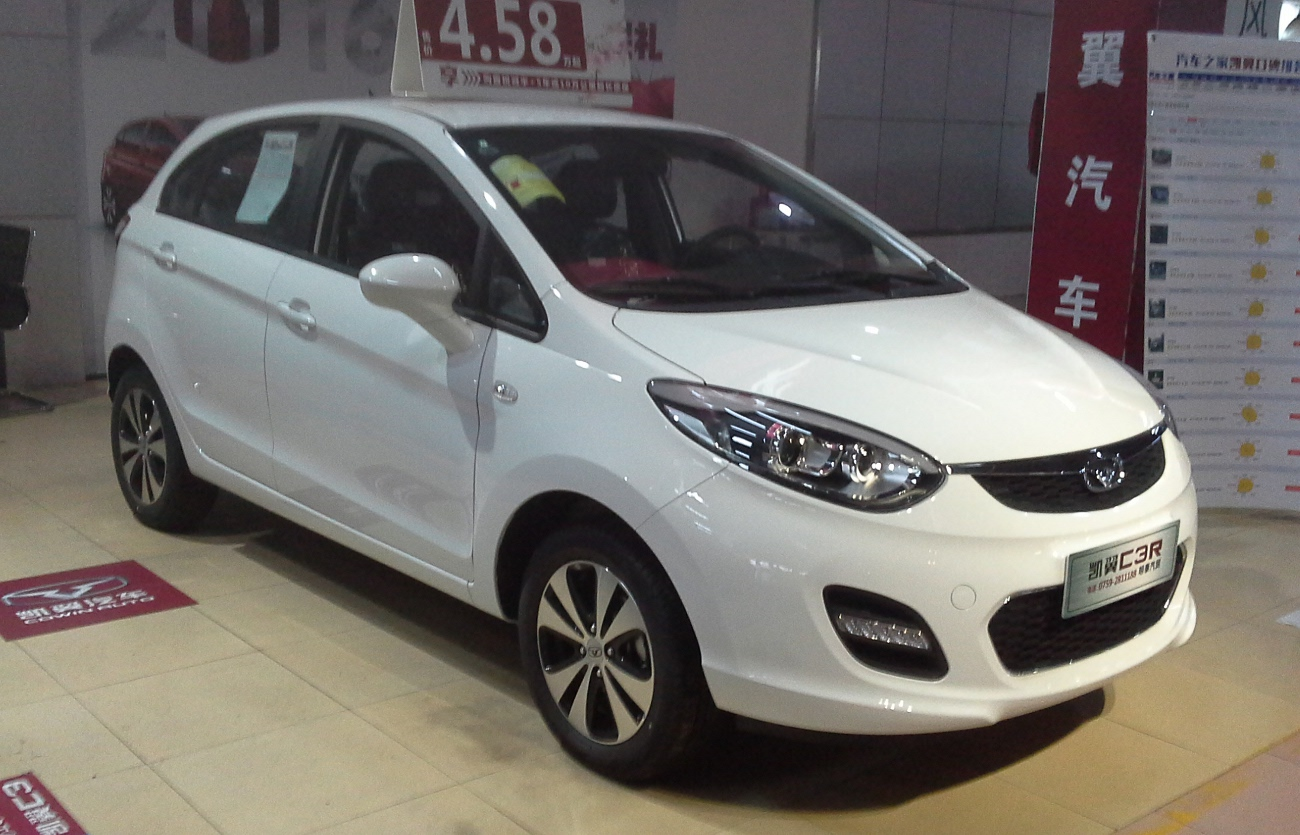
Cowin C3R cinque porte

La presentazione al pubblico avvenne al salone dell’automobile di Chengdu nell’agosto del 2014 ribattezzata Cowin C3 e C3R. Il lancio sul mercato interno della C3 quattro porte avvenne il 22 novembre del 2014. La produzione invece avveniva sempre presso lo stabilimento di Wuhu della Chery.
La variante cinque porte C3R viene posta in vendita nel marzo del 2015. Entrambe possedevano un prezzo di lancio piuttosto basso essendo destinate soprattutto al pubblico giovanile. 
Il motore al debutto era il 1.5 quattro cilindri Chery-Acteco sedici valvole a benzina erogante 109 cavalli e 140 Nm di coppia massima a 4500 giri/min abbinato al cambio manuale a cinque rapporti.
Esteticamente la C3 e la C3R possiedono un design specifico: gli unici elementi in comune sono le portiere e gli interni. Le differenze nello specifico riguardano per la C3 berlina la lunghezza della carrozzeria pari a 4,25 metri e un frontale più spigoloso con fari più grandi che si estendono sulla fiancata e una calandra trapezoidale. La C3R cinque porte è lunga 3,97 metri e possiede uno stile più tondeggiante con calandra di dimensioni più piccola, fanali anteriori e posteriori ovalizzati e paraurti specifici. 
Gli interni di entrambe sono identici e presentano optional il sistema multimediale touch screen da 7 pollici con bluetooth e connessione per smartphone e navigatore satellitare oltre a supporto MP3 e Aux.

### Evoluzione
L’anno successivo viene introdotta anche una trasmissione robotizzata sempre a cinque rapporti con selettore di guida centrale a rotella. 
Nell’agosto del 2016 il cambio robotizzato viene sostituito da un classico cambio automatico a quattro rapporti con convertitore. 
Sempre nel 2016 venne presentata la versione elettrica basata sul modello cinque porte che non entrerà mai in produzione. 
La C3 e la C3R non saranno più vendute dalla fine del 2017 sostituite dalla Cowin E3 (una versione rimarchiata della Chery E3). La produzione della versione berlina tuttavia continuerà in una inedita versione elettrica ribattezzata Chery eQ2 venduta solo a flotte.

## Chery eQ2
La Chery eQ2 è la versione elettrica della Cowin C3 berlina che viene venduta dalla fine del 2018 dalla Chery New Energy (sussidiaria produttrice di veicoli elettrici della Chery). Tale modello è disponibile solo per le scuole guide cinesi e per le flotte. La eQ2 è equipaggiata con una batteria agli ioni di litio da 32.3 kWh che garantisce una autonomia pari a 251 km (ciclo NEDC), il motore è elettrico sincrono da 40 kW. Possiede un cambio manuale fittizio che simula cinque rapporti (essendo la vettura destinata alla scuola guida) e un sistema sonoro che simula i regimi del motore termico. La velocità massima è autolimitata a 100 km/h.